# 講談社 ラジオブックス
『講談社 ラジオブックス』（こうだんしゃ ラジオブックス）は、2000年1月3日から2009年3月27日までTBSラジオで放送されていたラジオ番組。

## 概要
TBSアナウンサーが講談社から刊行されている本の一部分を1週間（放送5回分）にわたって朗読。作品によってはTBSアナウンサー以外の出演者（佐藤江梨子ら）が朗読を担当することもあった。また、番組後半に著者のインタビューを放送する場合もあった。取り上げた本についてはリスナープレゼントを行った。
講談社が展開している「本とあそぼう 全国訪問おはなし隊」の読み聞かせボランティアとしてTBSアナウンサーが派遣され、公開録音を行うこともあった。
2007年3月から、過去の朗読の一部をオーディオブックとして有料配信している。
キャッチフレーズは「ページを開いて、心にしおりを」。番組を一冊の本になぞらえ、エンディングでは、月曜から木曜までは「今夜はここに栞を挟んで、続きはまた明日」、金曜は「今夜は心に栞を挟んで」という台詞を用いた。番組の終了については「ページを閉じる」と表現した。
また、日曜深夜の放送終了後に流れる試験電波で、稀にこの番組のアナウンサーによる朗読の一部が放送される事がある。
2008年後半から経済状況の変化もあって、講談社は『月刊現代』を休刊するなど経営の見直しを迫られており、9年3ヶ月継続してきた『ラジオブックス』も2009年3月いっぱいで終了することとなった。

## 放送時間
- 月曜〜金曜 23:40 - 23:55

### 番組の構成
- 23:40 オープニング
  - 月曜日にはお便りと今週朗読する本について、それ以外は本のあらすじなどを紹介。
- 23:41 - 23:53 朗読
- 23:53.20 エンディング

## スタッフ
- 音楽：真央
- プロデューサー：菅原牧子（元TBSアナウンサー）